# لف فاوورسکی

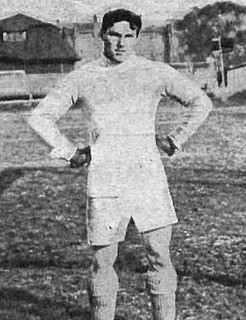

لف فاوورسکی (روسی: Лев Иванович Фаворский؛ ۱۸۹۳ – ۱۹۶۹) بازیکن فوتبال اهل روسیه بود.
وی همچنین در تیم ملی فوتبال امپراتوری روسیه بازی کرده‌است.